# بلدة بالفيل (مقاطعة ساندسكي)
بلدة بالفيل هي واحدة من اثنتي عشرة بلدة في مقاطعة ساندوسكي، أوهايو، الولايات المتحدة. اعتبارًا من تعداد عام 2000، كان هناك 6395 شخصًا يعيش في الأجزاء غير المدمجة من البلدة.

## الاسم والتاريخ
تأسست بلدة بالفيل في عام 1822 بعد تقديم التماس إلى مفوضي مقاطعة ساندوسكي لفصلها عن البلدات الجديدة. قبل تقديم الالتماس، كانت البلدة جزءًا من بلدة ساندوسكي. تم تسميتها على اسم العقيد جيمس في بول، القائد العسكري في حرب عام 1812.

## روابط خارجية
- موقع ويب Township
- موقع المقاطعة